# Pedro Soto de Rojas
Pedro Soto de Rojas (Granada, bautizado el 10 de enero de 1584-Granada, 4 de febrero de 1658), poeta español del Culteranismo.

## Biografía
Hijo del antequerano Martín de Rojas y de Ana de Soto, tuvo dos hermanas, Luisa y Juana, que durante gran parte de su vida estuvieron a su cargo junto con una sobrina y su madre. Además, es bastante probable que fuera sobrino del poeta lucense Luis Barahona de Soto. No se puede dudar de que su familia era prominente, debido a que dos familiares suyos eran uno capellán en la Capilla Real y otro canónigo en la Catedral de Málaga.
Estudió en la Universidad de Granada y allí se graduó de bachiller en Cánones, Humanidades y Teología en 1610. En la Corte perteneció a la Academia del Conde de Saldaña primero y desde 1612 al menos a la Academia Selvaje con el nombre de Ardiente; allí leyó su Discurso sobre la Poética. Cuenta con la protección de don Jorge de Tovar y don Enrique Enríquez, y, entre otros autores, amistad con Antonio Mira de Amescua, Félix Hortensio Paravicino, Cervantes. Lope de Vega y Luis de Góngora, pero en la guerra literaria que dividió a estos dos últimos desde que en 1613 Góngora divulgó sus Soledades se puso de parte del segundo, militando en las filas del culteranismo. 
Ya entrado en años, se ordenó sacerdote y, protegido por don Gaspar de Guzmán, el poderoso Conde-duque, a quien dedicó su Desengaño de amor en rimas (1623), obtuvo de él varias prebendas como, en 1616, la de canónigo de la iglesia colegial de San Salvador de Granada, sita en el Albaicín, aunque él pretendía puestos más altos, y la de abogado del Santo Oficio en 1626. Volvió a esta su ciudad natal y allí se hizo amigo del poeta Francisco de Trillo y Figueroa. En 1623 apareció su Desengaño de amor en rimas, aunque su gongorismo es ya muy ostensible en su fábula mitológica Los rayos de Faetón (1639) y en su críptico Paraíso cerrado para muchos, jardines abiertos para pocos con los fragmentos de Adonis (1652). También compuso al menos ciento veintiséis sonetos y varias églogas.
Hasta 1630 hizo frecuentes viajes a Madrid, pero a partir de este año (y tal vez a causa del clima de discusión constante en que vivía con el cabildo, que lo llevó incluso a la cárcel en 1628) se retiró definitivamente a su carmen del Albaicín, que describirá más tarde en su lujuriante y sensitiva silva póstuma Paraíso cerrado (1652), y da a luz sus poemas más culteranos. Es este carmen la llamada Casa de los Mascarones, que fue pacientemente construida sobre unos solares de moriscos, adquiridos en una primera fase por compra (en 1619 y 1629) y ampliados luego gracias a una donación de parcelas en 1632. En 1643 el cabildo lo nombra puntador y colector. Lee el Discurso contra el ocio y en loor del ejercicio en la inauguración de la Academia de don Sebastián López de Hierro.
Otro importante poema culterano, que llamó la atención de los críticos Marcelino Menéndez Pelayo y Gerardo Diego, es la Fábula de Alfeo y Aretusa, inspirada en uno de los mitos recogidos en las Metamorfosis de Ovidio. Cuenta como el río Alfeo se enamora de la ninfa Aretusa, que era la mejor cazadora del cortejo de la diosa Diana. En forma humana, el río la persigue por toda la Arcadia, y ella, agotada por el esfuerzo de la carrera, pide socorro a la diosa Diana, quien la rodea con una espesa nube. Aretusa acaba convirtiéndose en una fuente, cuyas aguas finalmente se mezclan con las de Alfeo, en su condición original de río.
El poeta falleció en Granada el 4 de febrero de 1658, siendo enterrado ese mismo día en su Iglesia Colegial, a la entrada de la Capilla de Santa Teresa. Póstumos aparecerán en 1652 su Paraíso cerrado para muchos, jardines abiertos para pocos,  Los fragmentos de Adonis y el Discurso contra el ocio
La reivindicación del gongorismo que hizo la Generación del 27 afectó también a la obra de Soto de Rojas. Aparte del mencionado interés por la Fábula de Alfeo y Aretusa de Gerardo Diego, Federico García Lorca escribió sobre él y Granada su conferencia Granada. Paraíso cerrado para muchos, leída el 26 de octubre de 1926 y publicada al día siguiente en El Defensor de Granada. Allí afirma que el culteranismo de Soto de Rojas es recogido e íntimo:
Soto de Rojas abraza la estrecha y difícil regla gongorina; pero, mientras el sutil cordobés juega con mares, selvas y elementos de la Naturaleza, Soto de Rojas se encierra en su Jardín para descubrir surtidores, dalias, jilgueros y aires suaves. Aires moriscos, medio italianos, que mueven todavía sus ramas, frutos y boscajes de su poema.

## Obras
- Obras, ed. de Antonio Gallego Morell, Madrid, 1950.
- Discurso sobre la poética, (1612).
- Desengaño de amor en rimas, Madrid, 1623 (ed. facsímil, introducción de Aurora Egido, Málaga, 1991)
- Los rayos de Faetón, Barcelona, 1639 (ed. G. Cabello y J. Campos, Málaga, 1996)
- Fábula de Alfeo y Aretusa
- Paraíso cerrado para muchos, jardines abiertos para pocos. Los fragmentos de Adonis, Granada, 1652 (ed. de Aurora Egido, Madrid, 1981; ed. facsímil, introducción de R. Guillén, Madrid, 1984; ed. J. Fernández Dougnac, Granada, 1992)
- Discurso contra el ocio y en loor del ejercicio (1652).

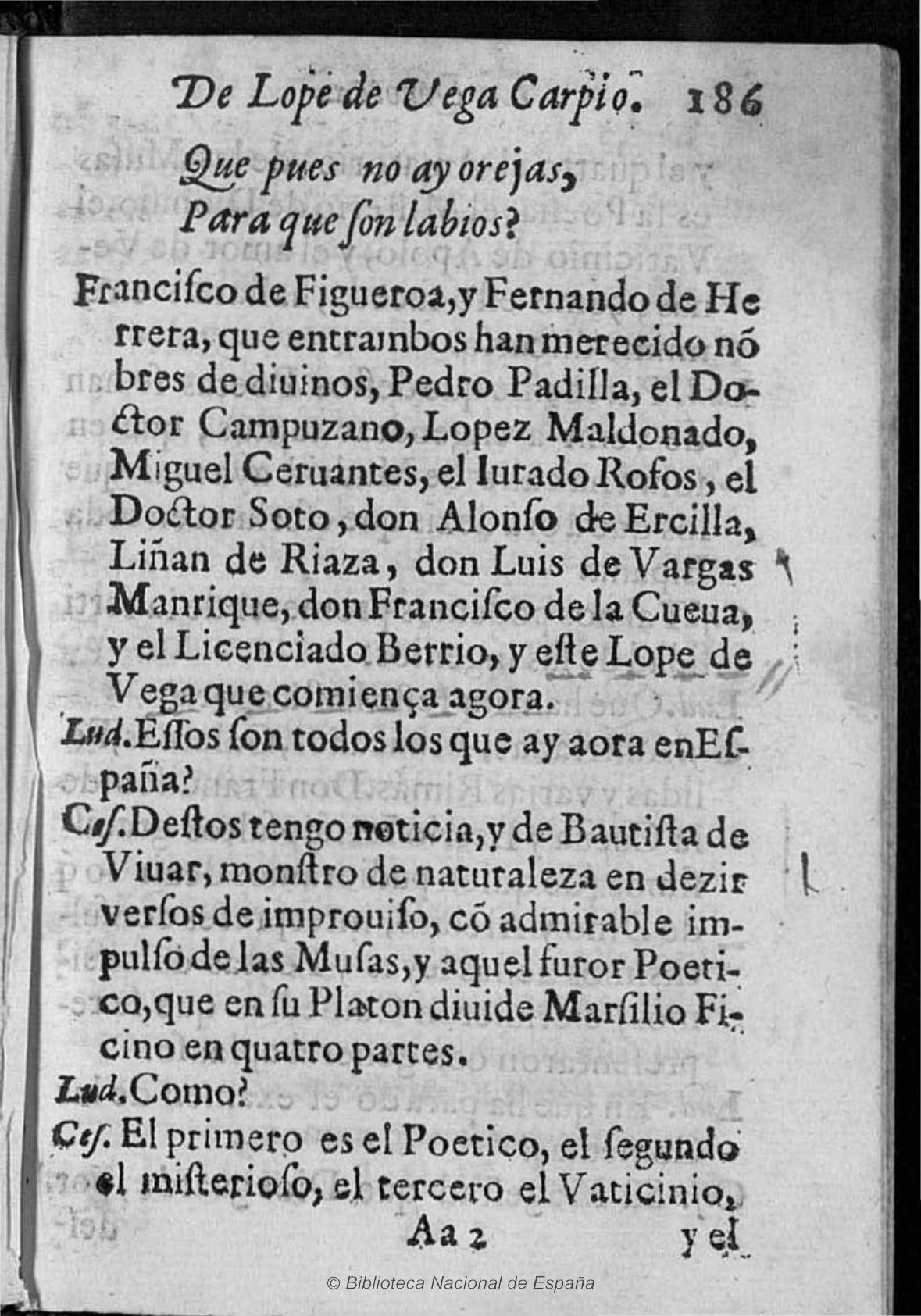
Pág. de un ejemplar de la obra de Lope de Vega La Dorotea conservado en la BNE; se nombra en este párrafo a Soto y a otros escritores.